# Gavar
Gavar (armenio: Գավառ), más conocida por sus propios habitantes como Kyavar (armenio: Քյավառ), es una comunidad urbana de Armenia perteneciente a la provincia de Geghark'unik'.
Es una ciudad de montaña situada cerca del lago Sevan.
En 2011 tiene 20 765 habitantes.

## Economía local
La ciudad tiene cerca de 36.400 habitantes y mucha de la infraestructura soviética de la era ha fallado y la capacidad industrial ha decaído mucho. Sin embargo, la economía local está mejorando lentamente. Alguna gente de negocios está volviendo del extranjero y hay esperanzas de mejora de las obras públicas de la ciudad.

## Equipamiento
La escuela especial de Gavar es la única para niños mental y físicamente perjudicados en la región. La escuela especial de Gavar mejora constantemente para convertirse en la primera escuela para niños especiales en Armenia.